# Finland i Eurovision Song Contest 2012
Finland deltog i Eurovision Song Contest 2012 i Baku i Azerbajdzjan.

## Uttagning
Landet valde bidrag genom sin nystartade uttagning Tävlingen för ny musik. Efter fem introduktionsprogram som sändes mellan den 27 januari 2012 och den 24 februari 2012 hölls finalen den 25 februari 2012. I finalen framfördes sex bidrag och vinnare blev Pernilla Karlsson med sin låt "När jag blundar". På andra plats kom Stig med låten "Laululeija" och på tredje plats kom Ville Eetvartti med låten "Lasikaupunki".

## Vid Eurovision
Finland deltog i den första semifinalen den 22 maj. Där hade de startnummer 9. De tog sig inte vidare till final.